# Perša Liha 2008-2009
La Perša Liha 2008-2009 è stata la 18ª edizione della seconda serie del campionato ucraino di calcio. La stagione è iniziata a luglio 2008 ed è terminata il 14 giugno 2009.

## Stagione

### Novità
Al termine della passata stagione, sono salite in Vyšča Liha Illičivec' e L'viv. Sono retrocesse in Druha Liha Prykarpattja, Dnipro Čerkasy, CSKA Kiev e Stal' Dniprodzeržyns'k. Sono salite dalla Druha Liha Knyaža Ščaslyve e Komunalnyk Luhans'k.
Dalla Vyšča Liha 2007-2008 sono retrocessi Zakarpattja e Naftovyk-Ukrnafta.
Prima dell'inizio della stagione, il Mykolaïv non si è iscritto al torneo ed è ripartito dalla Druha Liha. Al suo posto è stato ripescato il Prykarpattja.

### Formula
Le diciotto squadre si affrontano due volte, per un totale di trentaquattro giornate. Le prime due classificate vengono promosse in Prem"jer-liha.
Le ultime tre classificate retrocedono in Druha Liha.

## Classifica finale
|  | Pos. | Squadra                | Pt      | G  | V  | N  | P  | GF | GS | DR  |
|  | ---- | ---------------------- | ------- | -- | -- | -- | -- | -- | -- | --- |
|  | 1.   | Zakarpattja            | 69      | 32 | 21 | 6  | 5  | 55 | 28 | +27 |
|  | 2.   | Obolon'                | 63      | 32 | 19 | 6  | 7  | 74 | 40 | +34 |
|  | 3.   | Oleksandrija           | 54      | 32 | 15 | 9  | 8  | 43 | 31 | +12 |
|  | 4.   | Sevastopol'            | 51      | 32 | 15 | 6  | 11 | 43 | 41 | +2  |
|  | 5.   | Volyn'                 | 50      | 32 | 15 | 5  | 12 | 48 | 46 | +2  |
|  | 6.   | Krymteplycja           | 49      | 32 | 14 | 7  | 11 | 40 | 39 | +1  |
|  | 7.   | Desna Černihiv         | 47      | 32 | 13 | 8  | 11 | 31 | 33 | -2  |
|  | 8.   | Dinamo-2 Kiev          | 47      | 32 | 11 | 14 | 7  | 43 | 42 | +1  |
|  | 9.   | Dnister Ovidiopol'     | 43      | 32 | 11 | 10 | 11 | 39 | 40 | -1  |
|  | 10.  | Stal' Alčevs'k         | 43      | 32 | 11 | 10 | 11 | 33 | 39 | -6  |
|  | 11.  | IhroServis             | 42      | 32 | 12 | 6  | 14 | 42 | 47 | -5  |
|  | 12.  | Naftovyk-Ukrnafta (-3) | 41      | 32 | 11 | 11 | 10 | 41 | 42 | -1  |
|  | 13.  | Fenichs-Illičovets     | 38      | 32 | 9  | 11 | 12 | 33 | 38 | -5  |
|  | 14.  | Enerhetyk Burštyn      | 31      | 32 | 8  | 7  | 17 | 29 | 43 | -14 |
|  | 15.  | Helios Charkiv         | 30      | 32 | 8  | 6  | 18 | 28 | 44 | -16 |
|  | 16.  | Prykarpattja           | 28      | 32 | 7  | 7  | 18 | 26 | 54 | -28 |
|  | 17.  | Knyaža Ščaslyve        | 20      | 32 | 5  | 5  | 22 | 22 | 23 | -1  |
|  | ---  | Komunalnyk Luhans'k    | Escluso | -  | -  | -  | -  | -  | -  | -   |

Legenda:
      Promossa in Prem"jer-liha 2009-2010
      Retrocessa in Druha Liha 2009-2010
      Esclusa a campionato in corso.
Note:
Tre punti a vittoria, uno a pareggio, zero a sconfitta.